# ケヴィン・マリガン
ケヴィン・マリガン（Kevin Mulligan、1951年6月23日 - ）は、イギリス出身の哲学者。専門は存在論、心の哲学、論理学の哲学。現在、ジュネーブ大学哲学科の教授として、特にパスカル・アンジェルと共同研究を行っている。ピーター・サイモンズ、バリー・スミスとならび、オーストリアやポーランドの哲学に関する業績で知られる。